# Apocalypse Bringer Mynoghra
«Apocalypse Bringer Mynoghra: World Conquest Starts with the Civilization of Ruin» (яп. 異世界黙示録マイノグーラ～破滅の文明で始める世界征服～, Isekai Mokushiroku Mainogūra: Hametsu no Bunmei de Hajimeru Sekai Seifuku, Той хто несе Апокаліпсис, Міногра: Завоювання світу починається з цивілізації руїн) — серія ранобе, написана Фефу Казуно та ілюстрована Джуном. Її серіалізацію розпочато як веброман, що публікувався на вебсайті Shōsetsuka ni Narō, у листопаді 2017 року. Пізніше її придбало видавництво Micro Magazine, яке почало публікувати її під своїм імпринтом ранобе GC Novels у листопаді 2019 року. Манґа-адаптація, ілюстрована Ясайко Мідоріханою, почала серіалізацію на вебсайті манґи ComicWalker від Kadokawa у березні 2020 року. Аніме-телесеріал, створений Maho Film, прем'єрував у липні 2025 року.

## Сюжет
Після передчасної смерті від хвороби, Такуто Іра перероджується у «Вічних Націях», своїй улюбленій онлайн-грі; разом зі своєю демонічною супутницею Атоу. Вони обидвоє не впевнені, що сталося, але вирішили заснувати поселення в лісі, щоб жити в мирі. Досить швидко біженці різних рас починають шукати притулку під його захистом; через расизм людських країн.

## Персонажі
Такуто Іра (яп. 伊良 拓斗, Ira Takuto)
Сейю: Тошікі Кумагаі
Лорд і засновник Міногри. Класифікований світовою мораллю як «зло», він є не ким іншим, як доброчесною людиною, яка піклується про інших понад власні потреби. Він не має бажання воювати з іншими країнами, але захищатиме свій дім, якщо люди будуть достатньо дурними, щоб спробувати.
Хоча Такуто та Атоу вважають його людиною, мешканці світу бачать його як темний дим у людській подобі; це робить його страшним для інших.
Атоу (яп. アトゥ)
Сейю: Томорі Кусунокі
«Атоу багнюка» — права рука Такуто та лідер його Восьми Героїв. Хоча вона виглядає як ельф-альбінос, це лише шкіряний костюм, що приховує її справжню жахливу форму. Будучи садисткою в бою, Атоу доброзичлива до союзників і часто служить емоційною підтримкою для Такуто.
Ісла (яп. イスラ, Isura)
Сейю: Кікуко Іноуе
Емле (яп. エムル, Emuru)
Сейю: Ріко Сасакі
Марія (яп. メアリア, Mearia)
Сейю: Каорі Маеда
Карія (яп. キャリア, Kyaria)
Сейю: Канон Такао

## Медіа

### Ранобе
Написане Фефу Казуно, серія «Той хто несе Апокаліпсис, Міногра: Завоювання світу починається з цивілізації руїн» розпочала серіалізацію на вебсайті Shōsetsuka ni Narō, 7 листопада 2017 року. Пізніше її придбало видавництво Micro Magazine, яке почало випускати її з ілюстраціями Джуна під своїм імпринтом ранобе GC Novels 30 листопада 2019 року. Станом на червень 2024 року вийшло сім томів.
16 березня 2021 року Cross Infinite World оголосила про ліцензування ранобе для публікації англійською мовою. Cross Infinite World також випускає аудіокниги.
| № | Дата виходу       | ISBN                   |
| - | ----------------- | ---------------------- |
| 1 | 30 листопада 2019 | ISBN 978-4-89-637944-0 |
| 2 | 30 червня 2020    | ISBN 978-4-86-716023-7 |
| 3 | 30 січня 2021     | ISBN 978-4-86-716107-4 |
| 4 | 29 жовтня 2021    | ISBN 978-4-86-716204-0 |
| 5 | 30 червня 2022    | ISBN 978-4-86-716311-5 |
| 6 | 28 квітня 2023    | ISBN 978-4-86-716420-4 |
| 7 | 28 червня 2024    | ISBN 978-4-86-716594-2 |
| 8 | 30 червня 2025    | ISBN 978-4-86-716785-4 |

### Манґа
Манґа-адаптація, ілюстрована Ясайко Мідоріханою, почала серіалізацію на вебсайті манґи ComicWalker від Kadokawa 27 березня 2020 року. Розділи манґи були зібрані ASCII Media Works у шість томів танкобонів станом на грудень 2024 року.
5 січня 2024 року Yen Press оголосила про ліцензування манґа-адаптації.
| № | Дата виходу       | ISBN                   |
| - | ----------------- | ---------------------- |
| 1 | 26 вересня 2020   | ISBN 978-4-04-913414-8 |
| 2 | 27 травня 2021    | ISBN 978-4-04-913703-3 |
| 3 | 27 січня 2022     | ISBN 978-4-04-914188-7 |
| 4 | 25 лютого 2023    | ISBN 978-4-04-914906-7 |
| 5 | 27 листопада 2023 | ISBN 978-4-04-915398-9 |
| 6 | 26 грудня 2024    | ISBN 978-4-04-916166-3 |

### Аніме
Аніме-телесеріал був анонсований 23 червня 2024 року. Серіал виробляється студією Maho Film, режисером є Юдзі Янасе, за композицію серіалу відповідає Юка Ямада, дизайн персонажів розроблено Кахо Дегучі, а музику написали Кудзіра Юмемі та Мідорі Нарікійо. Прем'єра відбулась на 6 липня 2025 року на Tokyo MX та BS NTV. Відкриваюча тема — «Majestic Catastrophe» у виконанні Ріко Сасакі, а закриваюча тема — «more than W» у виконанні Такуми Терашіми. Компанія Muse Communication ліцензувала серіал у Південній та Південно-Східній Азії.

## Нотатки
1. ↑  У грудні 2023 року ComicWalker змінив назву на KadoComi (яп. カドコミ)